# 荷包豆
荷包豆（学名：Phaseolus coccineus），又稱花豆。其种子形如动物的肾脏，颜色为白色与褐红色相间，为豆科菜豆属（Phaseolus）中的一种一年生草本植物。
花豆（Phaseolus coccineus var. albonanus，Bailey.），別名赤花蔓豆、紅花豆、花仔豆、花柳豆、紅花菜豆、赤花菜豆、虎豆。

## 形态特点

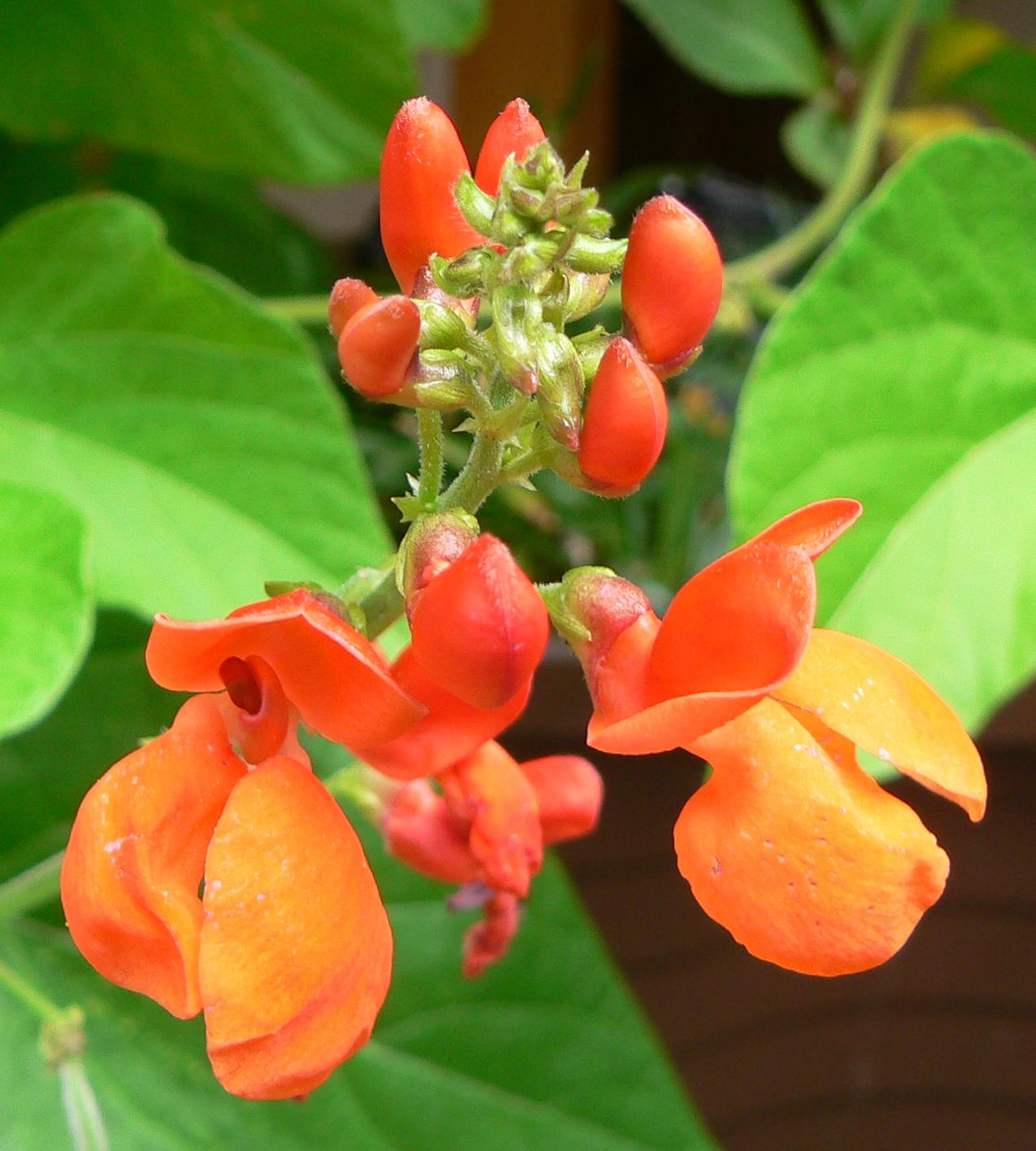
花豆的花

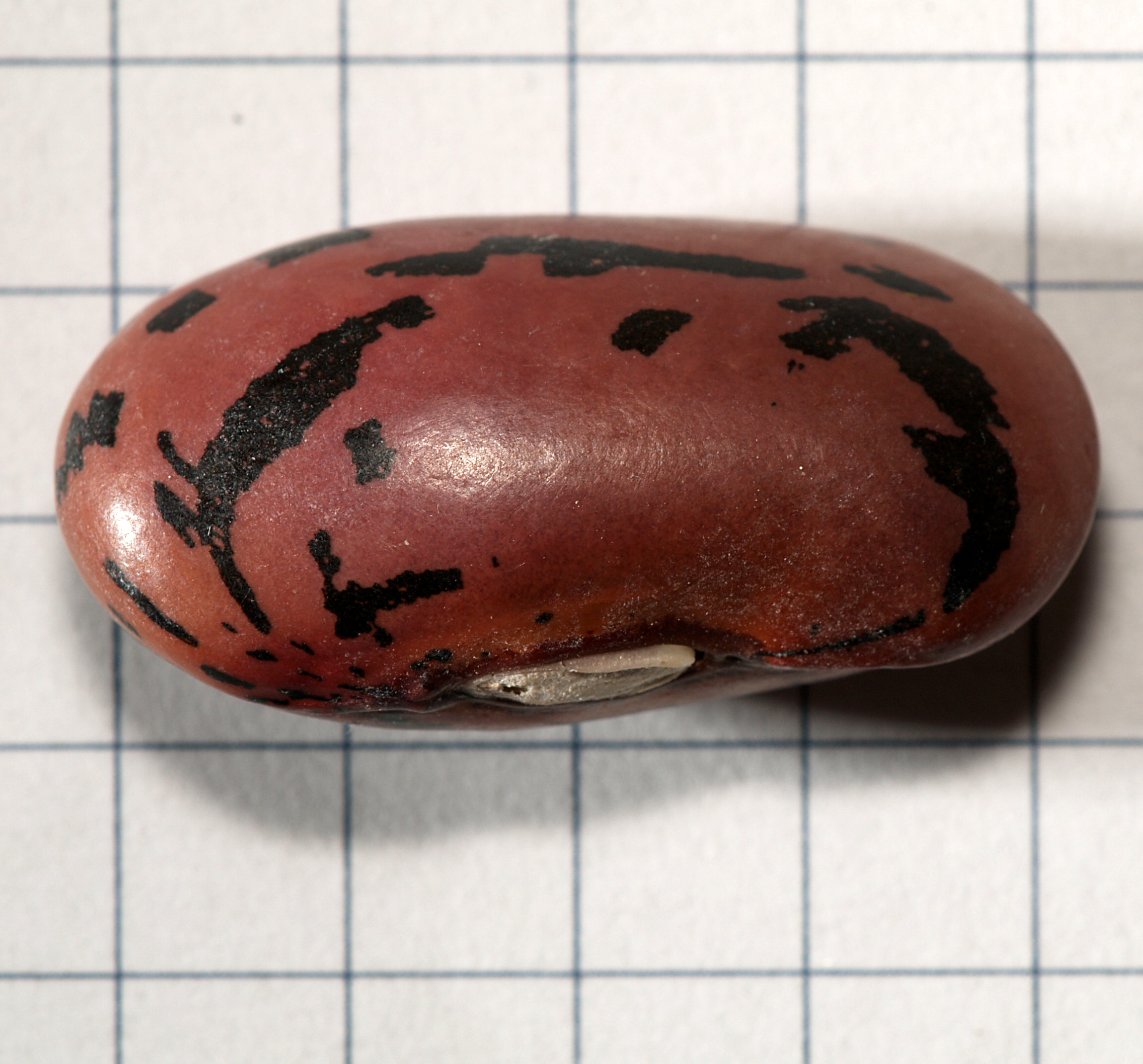
种子

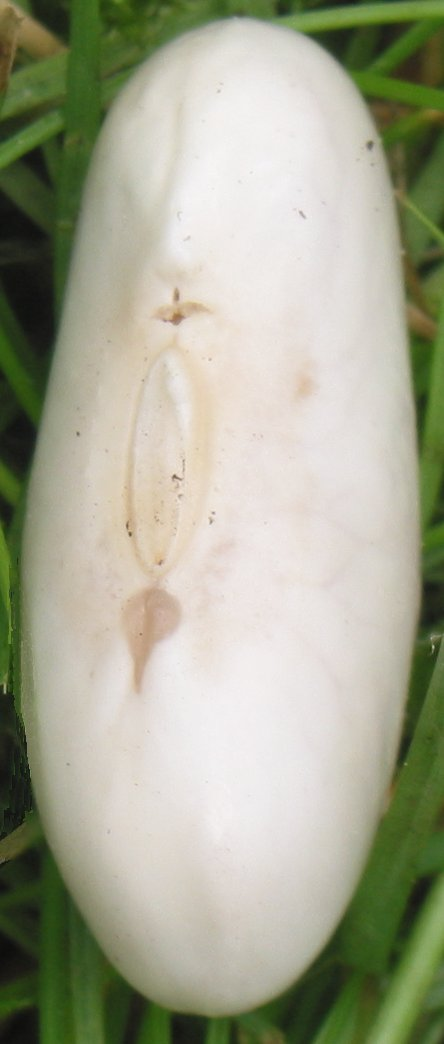
除去种皮的种子

荷包豆茎直立，高约30～60厘米，上有明显硬毛；叶互生，三出复叶，顶部小叶为圆形，长5～10厘米，宽3～5厘米；花腋生，总状花序；花萼二裂；花冠蝶形，直径约一厘米，呈淡粉红色；雌雄异体；果荚为圆柱形，长5～12公分，内有种子1～5粒，形如动物肾脏，上部有红色花纹。

## 毒性
荷包豆含有有毒的凝聚素——植物血凝素（Phytohaemagglutinin），因此需要烹饪至完全熟透才能食用。